# Stöllet
Stöllet er en småort (frem til 2023 et byområde) i Torsby kommun i Värmlands län i Sverige og kyrkby i Norra Ny socken i Värmland. I byen krydses Klarälven og riksväg 62 af E45 og E16 mellem Torsby og Malung.

## Bebyggelsen
I Stöllet ligger Norra Ny kyrka, en grundskole (0.-5. klasse, Stölletskolan), samt en børnehave. Ved siden af de to lange skolebygninger ligger Stöllets gymnastiksal og Klarälvsdalens folkhögskola. Stöllets fritidsgård ligger cirka 300 meter fra skolen i sin egen bygning. Der findes også en dagligvarebutik og en tankstation.
Sydsvenska kreditaktiebolaget åbnede et kontor i Stöllet i 1908. Det blev i 1936 overtaget af Wermlands enskilda bank. Kontoret fandtes stadigvæk i 2000'erne, men blev senere nedlagt af Nordea. Efterfølgende åbnede Nordea en pengeautomat i byen i 2013.

## Begivenheder
Den 16. juli 2018 indtraf en ulykke hvor to mænd kom hjem til en anden mand, som var bevæbnet med et samuraisværd. To personer fik større skader end de øvrige, som kun fik mindre skader.
Den 1. januar 2023 indtraf en ulykke hvor en langtursbus kørte af vejen og væltede i krydset mellem E16 og riksväg 62 ved den tidligere Värmlandsporten.

## Turisme
I Stöllet kan man starte sin rejse på Klarälven på en flåde. På National Geographic Travellers liste "50 tours of a lifetime" findes turen langs Klarälven på en selvbygget tømmerflåde med. Mellem 4.000 og 5.000 turister kommer hvert år for at bygge deres egne flåder og rejse på dem på Klarälven.